# 鯰駅
鯰駅（なまずえき）は、かつて熊本県上益城郡嘉島村（現・嘉島町）にあった熊延鉄道の駅（廃駅）である。

## 歴史
- 1915年（大正4年）
  - 4月6日：御船鉄道（後に熊延鉄道）の終着駅として開業。
  - 11月7日：当駅 - 小坂村間開業に伴い中間駅となる。
- 1964年（昭和39年）3月31日：熊延鉄道廃線に伴い廃止。

## 駅構造
島式ホーム1面2線を有する地上駅であった。

## 現在
駅跡は国道445号・浜線バイパスの一部となり、その姿を消した。

## 隣の駅
熊延鉄道
中ノ瀬駅 - 鯰駅 - 上島駅